# Cum se fabrică?
How It's Made? (română: Cum se fabrică?) este un documentar televizat ce a avut premiera în anul 2001 pe canalul Science (Statele Unite) și Discovery Channel Canada (Canada). Emisiunea este produsă în provincia canadiană Quebec, din Canada, de către Productions MAJ Inc. și Productions MAJ 2.

## Limbi
Cum se fabrică este difuzat în engleză pe Discovery Channel Canada și Discovery Civilization Channel, și în franceză pe Ztélé. Acesta mai este difuzat și în străinătate, de exemplu, în Statele Unite, Marea Britanie, etc.